# Municipio di Charleroi
Il municipio di Charleroi (in francese hôtel de ville de Charleroi), è un vasto edificio eclettico che mescola Classicismo e Art Déco inaugurato nel 1936. Il tutto forma un vasto quadrilatero comprendente un campanile alto 70 metri. L'edificio, classificato dal 2001, è inscritto nel patrimonio immobiliare della regione Vallonia e dal 1 dicembre 1999 la sua torre campanaria (in francese beffroi) fa parte dei campanili del Belgio e della Francia classificati dall'UNESCO come Patrimonio dell'Umanità.
La facciata principale è orientata a sud e si affaccia assieme alla chiesa di Saint-Christophe verso Place Charles II di Charleroi.

## Storia

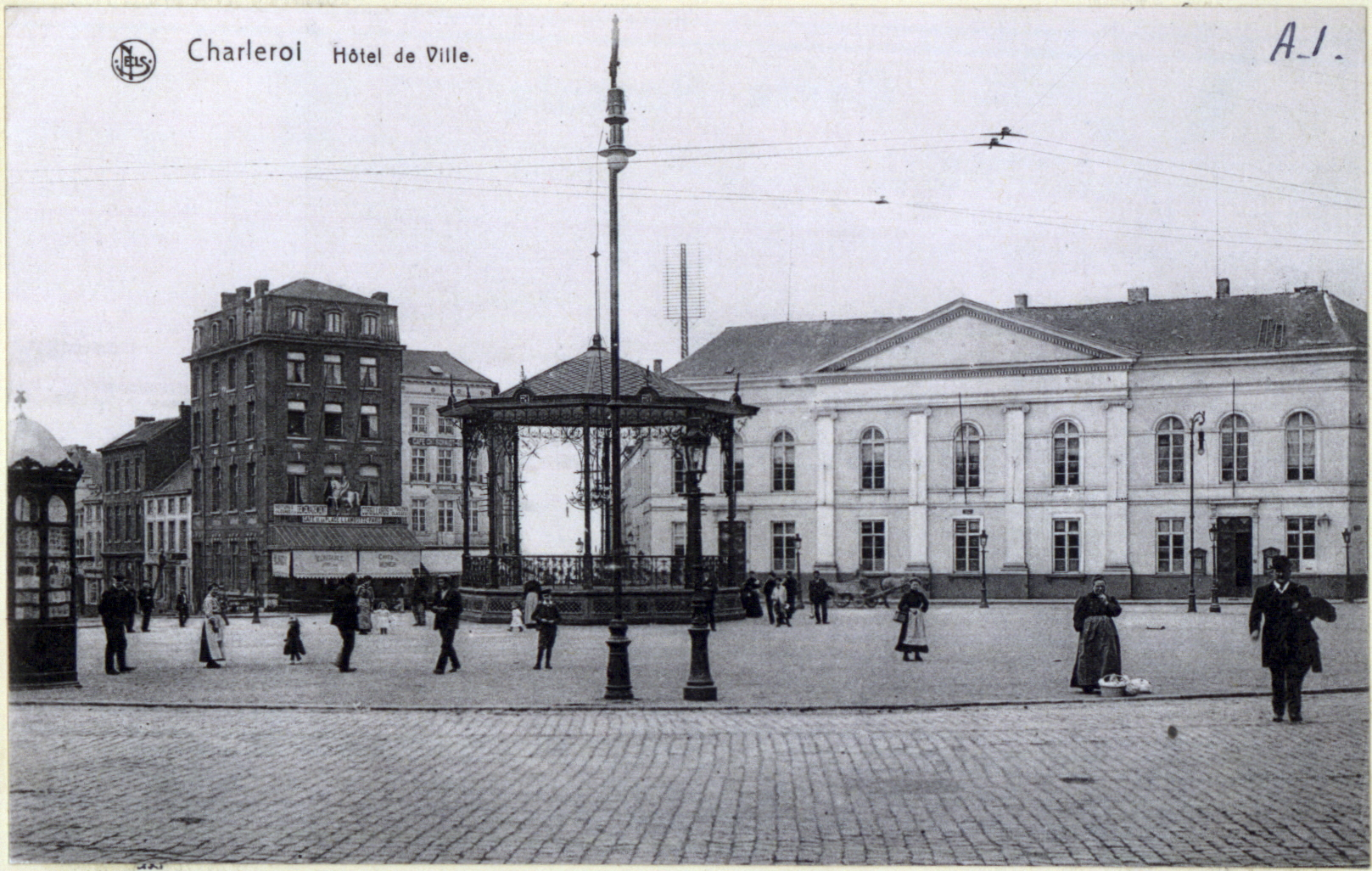
Municipio intorno al 1900. L'edificio di Jean Kuypers è stato demolito nel 1931.

La sede dell'attuale municipio era occupata da un quartiere di cavalleria della vecchia fortezza del 1667. In seguito al suo smantellamento del 1748 da parte di Luigi XV, re di Francia, prima che restituisse la città all'Austria, le autorità comunali vi stabilirono vari servizi prima di acquisire l'edificio per farne la propria sede cittadina. Nel 1800, sotto il dominio francese, il paese divenne sottoprefettura e sede di un tribunale di primo grado.
L'Amministrazione si trasferì alla Ville-Basse, nell'ex convento dei Cappuccini, spazio in seguito occupato dal Passage de la Bourse. Il municipio, ristrutturato con sottoscrizione pubblica, divenne un tribunale. Nello stesso luogo verrà costruito un nuovo tribunale nel 1826, secondo i progetti dell'architetto Jean Kuypers. Nel 1880 fu inaugurato un secondo tribunale sull'attuale boulevard Audent e il Consiglio comunale decise di tornare nell'edificio della Ville-Haute.

## L'attuale municipio
A seguito di un concorso per la costruzione di un nuovo municipio, nel 1930 fu scelto il progetto dell'architetto Jules Cézar. Sarà realizzato in collaborazione con Joseph André, il quale finalizzerà la totalità dell'edificio da solo una volta terminato l'involucro nel 1934. L'inaugurazione avvenne nel 1936.
L'edificio è costruito in pietra blu e bianca su due livelli con tetto di ardesia. Le facciate sul lato della Place de la Ville-Haute sono trattate con uno spirito eclettico venato di art déco, allineando alte campate quadrangolari, eccetto quelle che aprono l'ala d'ingresso al piano terra, con cornice semicircolare. Gli spazi interni, come l'androne e lo scalone principale, presentano un ricco decoro della stessa ispirazione. Oltre alle funzioni amministrative e politiche, il municipio dispone di una sala delle feste che può ospitare più di 1000 persone. Prima della costruzione del Palazzo delle Esposizioni di Charleroi, avvenuta alla fine degli anni '50, il piano terra lato rue du Beffroi era occupato dai vigili del fuoco, che successivamente si trasferirono nel nuovo edificio.
Fino al 2007, il secondo piano ospitava il Museo delle Belle Arti, prima che venisse trasferito al Palazzo delle Belle Arti a seguito di un'infiltrazione d'acqua.

## La torre civica
Verso la place du Manège, all'angolo tra la rue du Beffroi e rue du Dauphin, c'è un campanile fortemente segnato dallo stile Art déco.
Di pianta quadrata ed alto 70 metri, è costruito in pietra blu per il piano terra e bianca per i piani superiori, in mattoni fino alla camera che ospita il carillon, in pietra bianca nella parte superiore. La torre è sormontata da un pinnacolo di coronamento in bronzo.
La costruzione di questo campanile poneva problemi di stabilità dovuti al peso dell'insieme (35.000 tonnellate), ma anche al terreno soggetto ai movimenti minerari. Per garantire la massima stabilità, la torre poggia su un basamento con una superficie di 400m2, rinforzata con cemento armato con 160 kg di ferro per metro cubo. Inoltre, all'interno di ciascuno dei quattro pilastri di supporto è posizionato un cilindro idraulico. Questi martinetti consentono di regolare il piombo dell'edificio.
Il campanile è dotato di un orologio e di un carillon di quarantasette campane che suonano ogni quarto d'ora una melodia popolare di Jacques Bertrand, un cantante XIX secolo, nato a Charleroi.

### Classificazione
L'insieme, edificio e mobilio originale, è stato classificato dalla Regione Vallonia nel 2001 e fa parte del patrimonio immobiliare regionale. Il campanile è elencato come patrimonio mondiale dell'UNESCO assieme ad altre torri campanarie del Belgio e della Francia.

## Galleria d'immagini

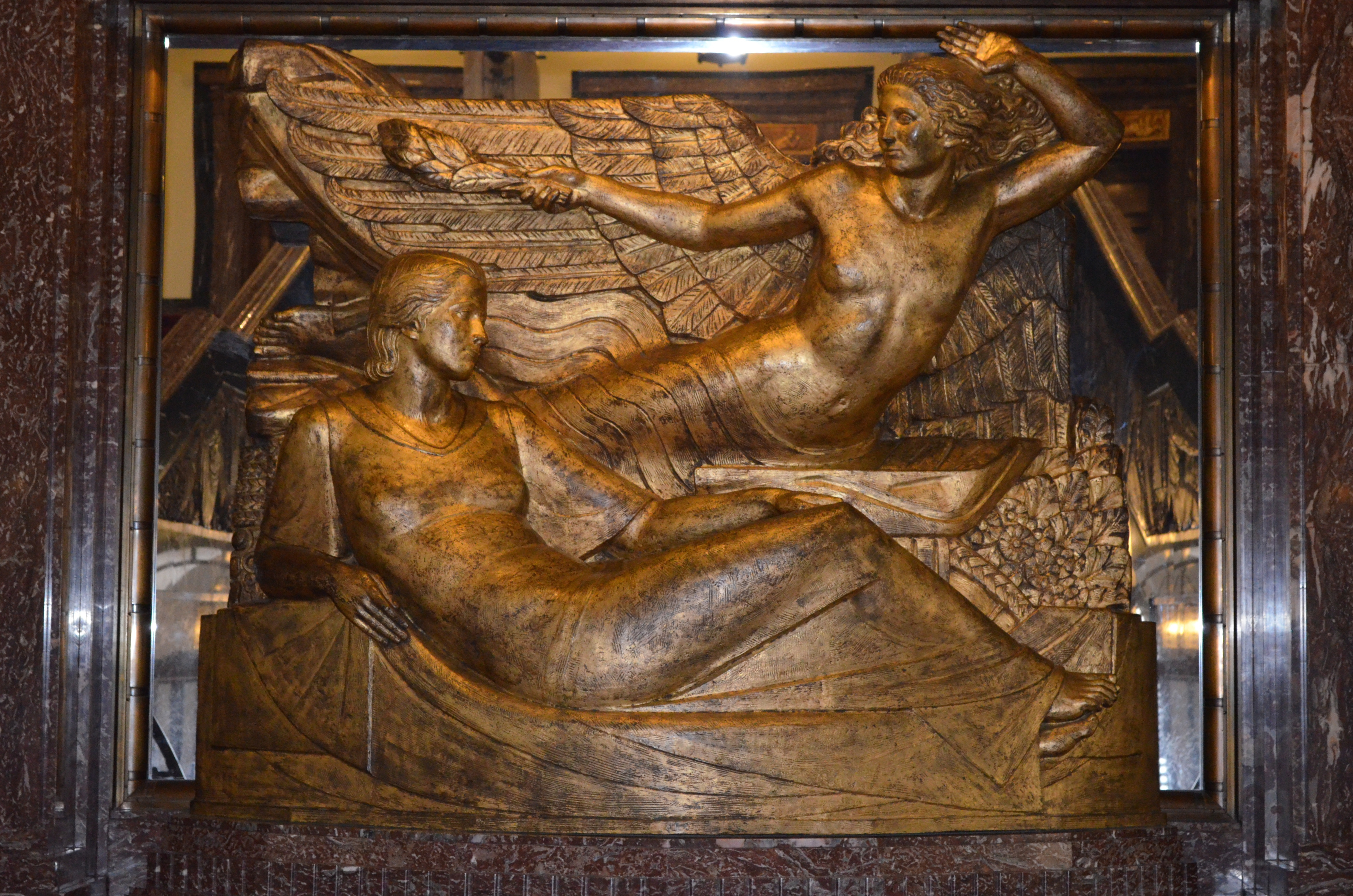
Alphonse Darville, Gloria e pace.
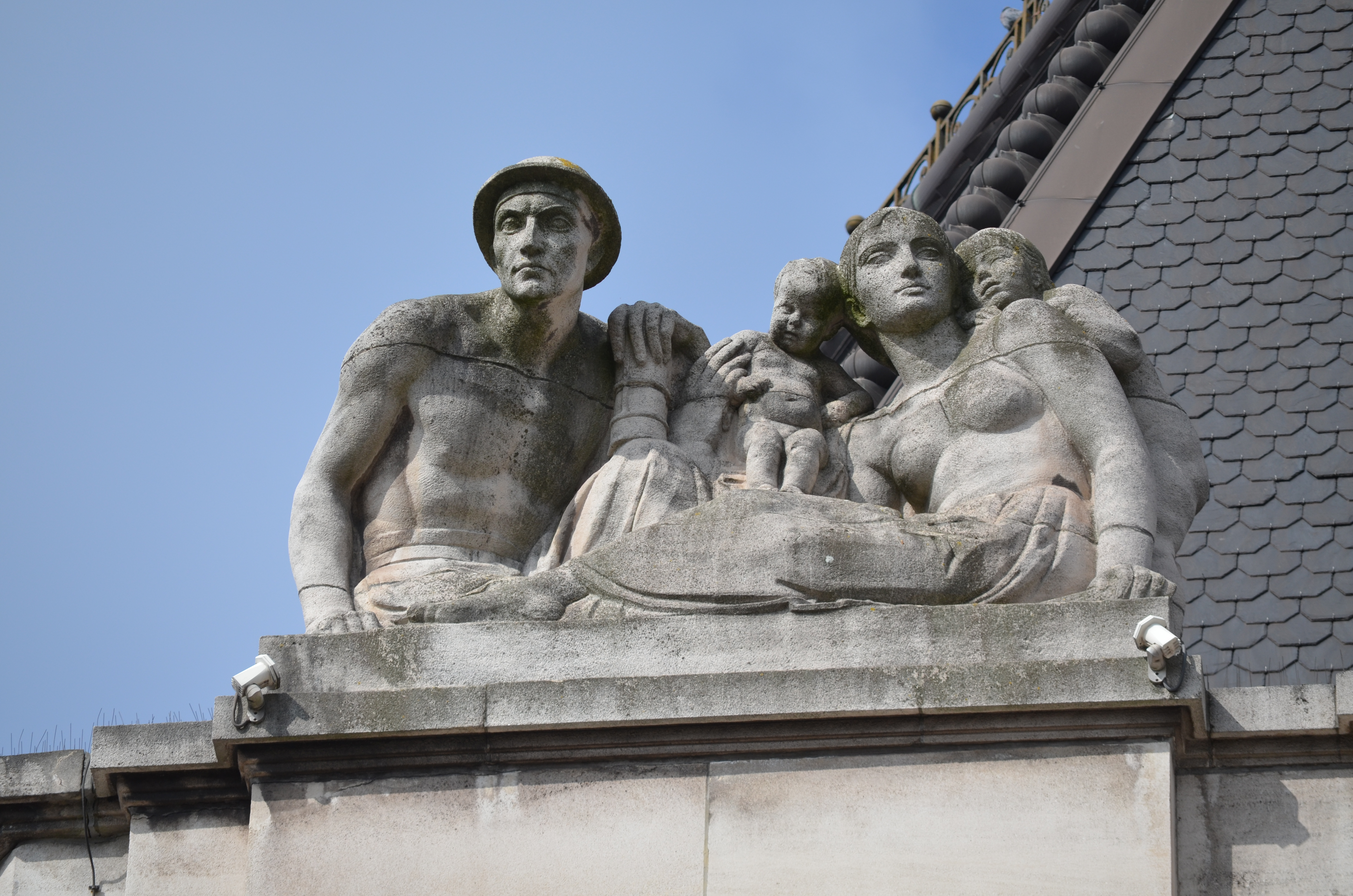
Marcel Rau, La famiglia.
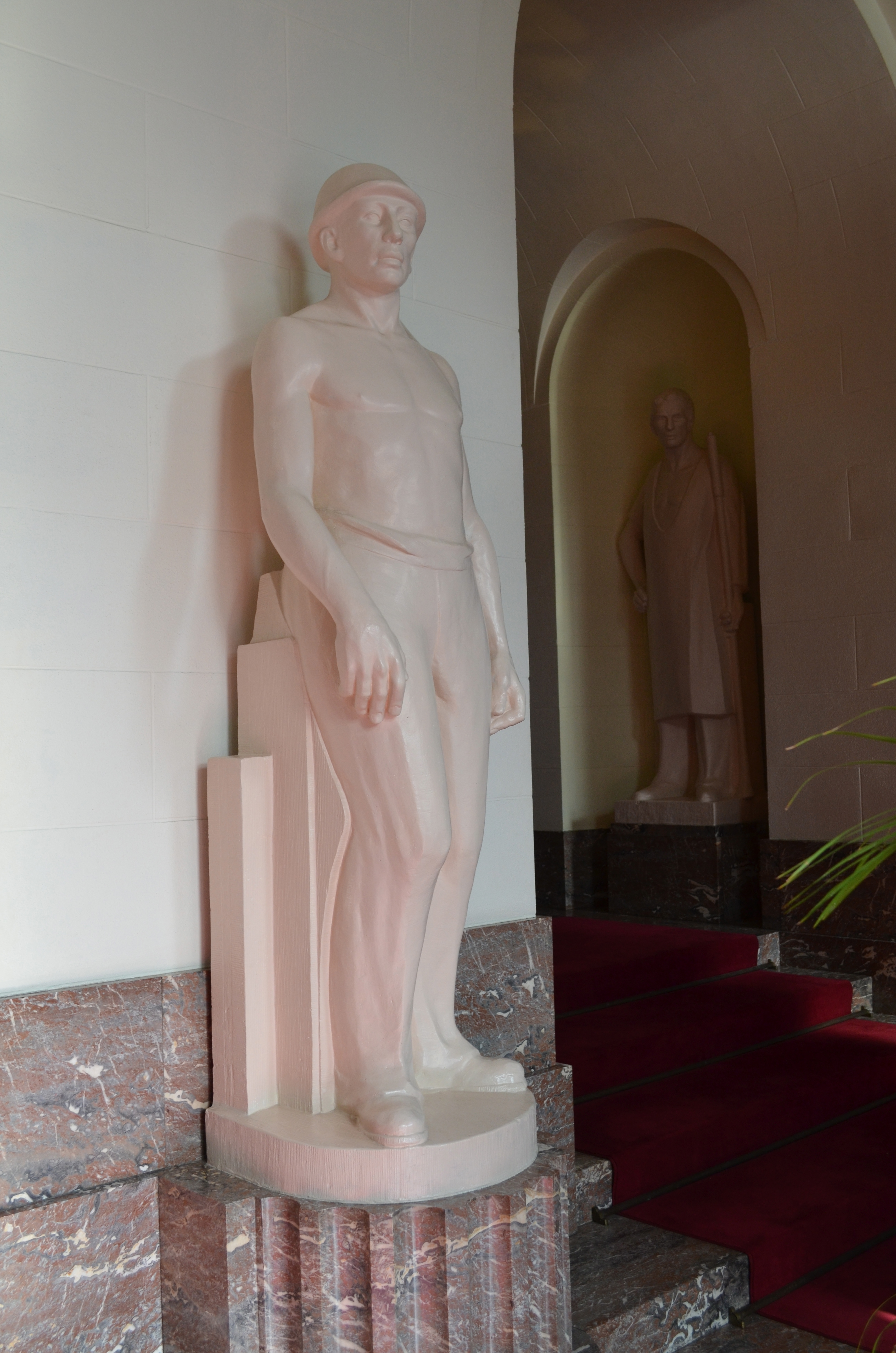
Georges Wasterlain, il Minatore, sullo sfondo il Vetraio.